# Mackinia birsteini
Mackinia birsteini is een pissebed uit de familie Janiridae. De wetenschappelijke naam van de soort is voor het eerst geldig gepubliceerd in 1991 door Henry & Magniez.